# 紀伊神谷駅
紀伊神谷駅（きいかみやえき）は、和歌山県伊都郡高野町大字細川にある南海電気鉄道高野線の駅。標高473 m（橋本駅との高低差は+381 m）。駅番はNK85。民本大手私鉄としては珍しい秘境駅として名高い。

## 歴史
- 1928年（昭和3年）6月18日：高野山電気鉄道の山側の終着駅である神谷駅として開業[1]。
- 1929年（昭和4年）2月21日：当駅 - 極楽橋間の開業に伴い、終点駅から中間駅となる[2]。
- 1930年（昭和5年）3月1日：紀伊神谷駅に改称。
- 1937年（昭和12年）3月17日：駅員が極楽橋駅から暴走してきた電車を転轍機の操作により脱線、転覆させる。乗客2人が死亡、12人が重軽傷を負う被害。故意に脱線させなかった場合、電車が谷へ落下して被害が拡大していたと推測されている[3]。
- 1947年（昭和22年）3月15日：社名変更により、南海電気鉄道の駅となる。
- 2000年（平成12年）10月：駅業務を子会社の南海ビルサービスに委託[4][5]。
- 2009年（平成21年）2月6日：紀伊清水駅、学文路駅、九度山駅、高野下駅、下古沢駅、上古沢駅、紀伊細川駅、極楽橋駅、高野山駅、紀ノ川橋梁、丹生川橋梁、鋼索線とともに近代化産業遺産（高野山参詣関連遺産）に指定される[6][7]。
- 2012年（平成24年）4月1日：駅ナンバリングが導入され、使用を開始[8][9]。
- 2017年（平成29年）10月22日 - 2018年（平成30年）3月30日：台風21号の影響により上古沢駅構内で道床流出が発生[10]し、高野下駅 - 極楽橋駅間が運転見合わせとなる[11][10]。橋本駅 - 高野山駅間でバス代行輸送を実施[12]。
- 2018年（平成30年）3月31日：上古沢駅構内の線路故障の復旧工事が完了し、始発から高野下駅 - 極楽橋駅間の運転を再開[10][13]。
- 2023年（令和5年）10月10日：駅員巡回強化指定駅となり無人駅化。

## 駅構造
2023年より駅係員無配置駅。無人駅化に伴いインターフォンが設置されている。島式ホーム1面2線の地上駅で列車交換が可能。ホーム有効長は2扉車4両。山間の険しい地形のところにあるため、ホームが大きくカーブしていることが特徴である。
駅舎は下り線（極楽橋方面の線路）側にあり、ホームとは構内踏切で結ばれている。のりば番号は設定されていない。
自動券売機が設置されておらず、無人化前も乗車券は窓口でも発売していなかった。窓口跡に置かれている乗車駅証明書を受け取り、下車駅で精算するように案内がある。かつては自動改札機が、PiTaPa・ICOCAなどのICカードに対応していなかったため、常駐していた係員に申し出る必要があったが、2017年頃にICカード対応の自動改札機に置き換えられたためその必要はなくなっている。改札外にトイレがある。

### のりば
| のりば | 路線   | 方向 | 行先       |
| ------ | ------ | ---- | ---------- |
| 1      | 高野線 | 下り | 高野山方面 |
| 2      | 高野線 | 上り | なんば方面 |

※実際には構内に上記ののりば番号表記はないが、スマートフォン向けアプリ「南海アプリ」では、下りが1番のりば、上りが2番のりばとされている。駅舎側が1番のりばである。

## 利用状況
2024年度の1日平均乗降人員は6人である。高野線の駅（42駅）で、また南海電鉄の駅（100駅）では乗降人員が最も少ない。
近年の1日平均乗降人員は下表のとおりである。
| 年度               | 1日平均 乗降人員 | 出典                    |
| ------------------ | ---------------- | ----------------------- |
| 1980年（昭和55年） | 85               | [ 県統計 1 ]            |
| 1985年（昭和60年） | 68               | [ 県統計 1 ]            |
| 1990年（平成02年） | 52               | [ 県統計 1 ]            |
| 1995年（平成07年） | 69               | [ 県統計 1 ]            |
| 2000年（平成12年） | 58               | [ 県統計 1 ]            |
| 2001年（平成13年） | 46               | [ 県統計 1 ]            |
| 2002年（平成14年） | 39               | [ 県統計 1 ]            |
| 2003年（平成15年） | 33               | [ 県統計 1 ]            |
| 2004年（平成16年） | 29               | [ 県統計 1 ]            |
| 2005年（平成17年） | 26               | [ 県統計 1 ]            |
| 2006年（平成18年） | 24               | [ 県統計 1 ]            |
| 2007年（平成19年） | 23               | [ 県統計 1 ]            |
| 2008年（平成20年） | 21               | [ 県統計 1 ]            |
| 2009年（平成21年） | 20               | [ 県統計 1 ]            |
| 2010年（平成22年） | 19               | [ 県統計 1 ]            |
| 2011年（平成23年） | 16               | [ 県統計 1 ]            |
| 2012年（平成24年） | 13               | [ 県統計 1 ]            |
| 2013年（平成25年） | 11               | [ 県統計 1 ]            |
| 2014年（平成26年） | 14               | [ 県統計 1 ]            |
| 2015年（平成27年） | 11               | [ 県統計 1 ]            |
| 2016年（平成28年） | 10               | [ 県統計 1 ]            |
| 2017年（平成29年） | 10               | [ 県統計 1 ]            |
| 2018年（平成30年） | 14               | [ 県統計 1 ] [ 南海 2 ] |
| 2019年（令和元年） | 13               | [ 県統計 1 ] [ 南海 2 ] |
| 2020年（令和02年） | 9                | [ 南海 2 ]              |
| 2021年（令和03年） | 8                | [ 南海 3 ]              |
| 2022年（令和04年） | 9                | [ 南海 4 ]              |
| 2023年（令和05年） | 8                | [ 南海 5 ]              |
| 2024年（令和06年） | 6                | [ 南海 1 ]              |

## 駅周辺
東の丘を越えた先に古来宿場町だった集落（2020年時点で16世帯24人が在住）があるが、当駅から離れており、駅周辺にはほぼ何も無く自動販売機も設置されていない。このため秘境駅とも言われている。土日祝には、近くにある旧白藤小学校で、カフェの営業がある。なお、当駅は1871年に起こった日本最後の仇討ちともいわれる高野の仇討ちの現場の最寄り駅でもある。
- 京大坂道
- 槇尾道（新高野街道）

## 隣の駅
南海電気鉄道
 高野線

■観光列車「天空」
通過
■快速急行（高野山方面のみ運転）・■急行・■各停
紀伊細川駅 (NK84) - 紀伊神谷駅 (NK85) - 極楽橋駅 (NK86)